# Espaço fásico
Espaço de fases (português brasileiro) ou espaço de fase (português europeu) ou espaço fásico é definido como o espaço formado pelas posições generalizadas e seus momentos conjugados correspondentes. Se emprega no contexto da mecânica lagrangiana e a mecânica hamiltoniana. Usualmente se designa o espaço fásico ou uma parte dele por Γ (gamma maiúscula). Fisicamente cada ponto do espaço fásico representa um possível estado do sistema mecânico.

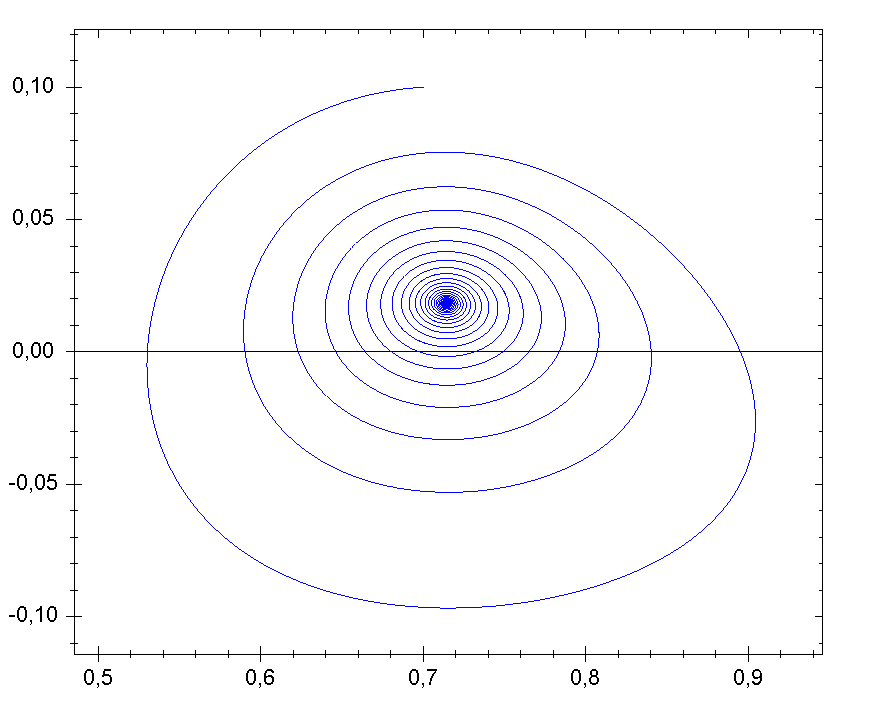
Espaço de fases de um sistema dinâmico com estabilidade focal.

Em física estatística se usam distribuições de probabilidade definidas sobre o espaço fásico. Partindo de certo subconjunto das distribuições de probabilidade de um espaço fásico pode construir-se uma estrutura de espaço de Hilbert. Estes espaços de Hilbert de um sistema clássico são a base para os espaços de Hilbert que aparecem na mecânica quântica.

## Espaço de fases na mecânica clássica
Em mecânica clássica o espaço de fases é uma construção matemática a partir do espaço de configuração. Concretamente um espaço de fases adequado para um sistema com um número finito de graus de libertade é um fibrado tangente do espaço de configuração do sistema mecânico.
Esse fibrado tangente construído dessa maneira pode ainda ser dotado de uma topologia simplética onde podem formular-se convenientemente os teoremas da mecânica hamiltoniana.
Um dos teoremas clássicos sobre espaços de fases é o teorema de Liouville, segundo o qual uma nuvem de pontos distribuídos de acordo com uma densidade de probabilidade que represente um estado de equilíbrio macroscópico ρ(pi,qi) deve ser invariável no tempo.
Além disto cada hamiltoniano H definido sobre um espaço de fases está associado a um conjunto de trajetórias de evolução temporal. O conjunto de trajetórias constitui uma foliação unidimensional do espaço de fases que recobre quase todo o espaço de fases (concretamente todo o espaço de fases, salvo um conjunto de medida nula), este último equivale a que o espaço pode ser descomposto em trajetórias que não se intersectam.

## Espaço de fases em mecânica quântica
Uma das características distintas da mecânica quântica é que o estado físico de um sistema não determina o resultado de qualquer medida que possa fazer-se sobre ele. Em termos mais simples, o resultado de uma medida sobre dois sistemas quânticos que tenham o mesmo estado físico nem sempre resulta nos mesmos resultados.
Assim uma teoria como a mecânica quântica que trata de descrever a evolução temporal dos sistemas físicos só pode prever a probabilidade de que ao medir uma determinada grandeza física se obtenha determinado valor. Isto quer dizer que a mecânica quântica realmente é uma teoria que explica como varia a distribuição de probabilidade das possíveis medidas de um sistema (entre duas medições consecutivas, já que no instante da medida se produz um colapso da função de onda aleatório).
O estado quântico de um sistema pelas razões anteriormente expostas não se parece em nada ao estado clássico de uma partícula ou um sistema de partículas. De fato o estado quântico de um sistema é representável mediante uma função de onda:
{\displaystyle \Phi \in L_{\mu }^{2}(\Gamma )}
A relação mais próxima entre espaço fásico e função de onda é que o quadrado do módulo da função de onda está relacionado com uma distribuição de probabilidade definida sobre o espaço fásico. Isto significa que, para construir o conjunto de estados quânticos ou espaço de Hilbert de certos sistemas quânticos, pode considerar-se inicialmente o espaço fásico que se usaria em sua descrição clássica e considerar o conjunto de funções de quadrado integrável sobre o espaço fásico, a este tipo de procedimento se conhece como quantização.

### Quantização a partir do espaço fásico clássico
Em física estatística se empregam distribuições de probabilidade sobre o espaço fásico, este conjunto de distribuições de probabilidade pode dotar-se de estrutura de espaço de Hilbert. É precisamente sobre esta abstração última que se constrói a mecânica quântica onde não se empregam espaços de configuração, senão diretamente espaços de Hilbert. O estado de um sistema quântico se define como uma "função de onda" que não é outra coisa que um elemento ou vetor deste espaço de Hilbert (concretamente o estado do sistema é uma classe de equivalência de vetores do espaço de Hilbert).

## Termodinâmica e mecânica estatística
Nos contextos da termodinâmica e da mecânica estatística, o termo espaço de fase tem dois significados:
- É usado no mesmo sentido que em mecânica clássica. Se um sistema termodinâmico consiste de N partículas, então um ponto no espaço de fase 6N-dimensional descreve o estado dinâmico de cada partícula neste sistema.[1] Neste sentido, um ponto no espaço de fase é dito ser um microestado do sistema. N é tipicamente da ordem do número de Avogadro, então descrever o sistema em um nível microscópico é frequentemente impraticável. Isto conduz ao uso do espaço de fase em um sentido diferente.

Em outras palavras e em caso específico: nas N moléculas de um sistema, se estas forem monoatômicas, existem 3N graus de liberdade. Num espaço 6N-dimensional (o espaço das fases ou espaço fásico, Γ, com 3N eixos coordenados para as componentes das posições e 3N eixos para as componentes dos momentos lineares) o microestado do sistema, no instante t, será representado por um único ponto.
- O espaço de fase pode referir-se ao espaço que é parametrizado pelos estados macroscópicos do sistema, tal como pressão, temperatura, etc. Por exemplo, um pode focar o diagrama pressão-volume ou os diagramas entropia-temperatura como parte descrita deste estado de fase. Um ponto neste espaço de fase é correspondentemente chamado um macroestado. Pode facilmente haver mais de um microestado com o mesmo macroestado. Por exemplo, para uma temperadura dada, o sistema pode ter muitas configurações dinãmica ao nível microscópico. Quando usado neste sentido, uma fase é uma região do espaço de fase aonde o sistema em questão está em, por exemplo, a fase líquida, ou fase sólida, etc.

Desde que há muito mais microestados que macroestados, o espaço de fase no primeiro sentido é usualmente uma distribuição de dimensões muito maior do que o segundo sentido. Claramente, muitos mais parâmetros são requeridos para descrever cada detalhe do sistema da escala molecular ou atômica que a simplesmente específica, digamos, temperatura ou pressão do sistema.